# Landresse
Landresse là một xã của tỉnh Doubs, thuộc vùng Bourgogne-Franche-Comté, miền đông nước Pháp.

## Dân số
| Năm | 1962 | 1968 | 1975 | 1982 | 1990 | 1999 | 2008 |
| --- | ---- | ---- | ---- | ---- | ---- | ---- | ---- |
| Dân số | 204  | 216  | 164  | 143  | 144  | 148  | 203  |
| From the year 1962 on: No double counting—residents of multiple communes (e.g. students and military personnel) are counted only once. |      |      |      |      |      |      |      |